# Michelle Dockrill
Michelle Dockrill, née le 22 mai 1959 à Glace Bay en Nouvelle-Écosse, est une femme politique canadienne. Elle représente la circonscription de Bras d'Or à la Chambre des communes du Canada entre 1997 et 2000 sous la bannière du Nouveau Parti démocratique.

## Biographie
Né à Glace Bay, Dockrill travaille dans l'industrie de la santé avant de faire le saut en politique. Candidate contre le ministre sortant David Dingwall dans Bras d'Or, elle fait campagne sur la colère des mineurs de charbon contre le gouvernement sortant. À la surprise générale, elle est élue. Sa carrière au parlement ne dure qu'un mandat, puisqu'elle est défaite quatre ans plus tard alors que la circonscription retourne aux Libéraux. En 2019, elle est de nouveau candidate dans la circonscription — maintenant dénommée Cape Breton—Canso—Antigonish — alors que le candidat qui l'avait battu en 2000, Rodger Cuzner, prends sa retraite. Candidate indépendante faisant campagne sur la santé, elle reçoit peut de support le soir de l'élection,.